# Кримец, Константин Дмитриевич
Константи́н Дми́триевич Криме́ц (2 октября 1939, Киев — 4 августа 2008, Москва) — советский и российский дирижёр. Основатель, главный дирижёр и художественный руководитель симфонического оркестра «Глобалис».

## Биография
Родился 2 октября 1939 года в Киеве.
После окончания в 1963 году Киевской консерватории с 1966 по 1968 годы обучался в аспирантуре при Московской консерватории и курсах высшего дирижёрского мастерства французского дирижёра Игоря Маркевича.
С 1966 по 1973 годы работал в эстрадном оркестре ВР и ЦТ под управлением В. Н. Людвиковского, который поощрял развитие и совершенствование своих музыкантов в самостоятельных аранжировках, сочинениях, дирижировании (внутри оркестра были автономные квартеты, квинтеты). Константин Дмитриевич, как и другие (Г. А. Гаранян, Б. М. Фрумкин) часто дирижировал оркестром, гастролировал по СССР с артистами (Ниной Бродской, Евгением Мартыновым, Валентиной Толкуновой и другими), так же были записаны многие песни тех лет с популярными артистами и инструментальные произведения.
С 1977 по 1989 годы — дирижёр Государственного симфонического оркестра кинематографии СССР. За время работы в этой должности записал музыку ко многим шедеврам отечественного кинематографа и мультипликации. Среди наиболее известных работ этого жанра можно отметить запись музыки к кинофильмам «Обыкновенное чудо», «Адам женится на Еве», «Возвращение резидента», «Про Красную Шапочку», мультфильмам «Ёжик в тумане», «Бременские музыканты», «По следам бременских музыкантов», «Маугли», «Шла собака по роялю» и многим другим.
В 2001 году оркестр «Глобалис» под его руководством выступил вместе с группой «Ария» на фестивале «Нашествие», 1 июня 2002 года — в Зелёном театре Центрального парка культуры и отдыха им. Горького в г. Москве. А в 2005 году оркестр под руководством Кримеца принял участие в концерте к 20-летию «Арии», аудиозапись которого была издана только в 2021 году, уже после смерти дирижёра.
Умер от инсульта 4 августа 2008 года. 6 августа похоронен на Ново-Хованском кладбище Москвы.

## Список работ
Кинематограф
- 1969 — Цена
- 1969 — Тренер
- 1971 — Поезд в далёкий август
- 1971 — Поёт Муслим Магомаев
- 1972 — Точка, точка, запятая…
- 1972 — Как прекрасен мир (альбом)
- 1973 — По следам бременских музыкантов (мультфильм)
- 1973 — Чёрный принц
- 1976 — По волне моей памяти (альбом)
- 1977 — Про Красную Шапочку
- 1977 — Исчезновение
- 1978 — Целуются зори
- 1978 — И снова Анискин
- 1978 — И это всё о нём
- 1979 — Шла собака по роялю
- 1979 — С любимыми не расставайтесь
- 1979 — Завтрак на траве
- 1980 — Адам женится на Еве
- 1981 — Прощание
- 1981 — Крепыш
- 1981 — Любимая женщина механика Гаврилова
- 1981 — Провинциальный роман
- 1982 — Возвращение резидента
- 1982 — Серебряное ревю
- 1982 — Принцесса цирка
- 1982 — 34-й скорый
- 1982 — Срочно… Секретно… Губчека
- 1982 — Сказки… сказки… сказки старого Арбата
- 1983 — Лунная радуга
- 1983 — Талисман
- 1983 — Серафим Полубес и другие жители Земли
- 1983 — Без особого риска
- 1984 — Пеппи Длинныйчулок
- 1984 — Медный ангел
- 1984 — Первая конная
- 1984 — Блистающий мир
- 1985 — Внимание! Всем постам…
- 1985 — Опасно для жизни!
- 1985 — Соучастие в убийстве
- 1985 — Миллион в брачной корзине
- 1986 — Путешествие мсье Перришона
- 1988 — Поляна сказок
- 1989 — Интердевочка
- 1990 — Карьер
- 1991 — Игра на миллионы
- 1991 — Анна Карамазофф
- 1991 — Когда опаздывают в ЗАГС…
- 1994 — Волшебник Изумрудного города
- 2004 — Миссия

Музыкальные произведения японских авторов, записанные оркестром под управлением Константина Дмитриевича Кримца в сотрудничестве с японской компанией TOEI MUSIC PUBLISHING:
- 1993 —

«Волшебство» (Wizardry) (компьютерная игра), композитор: Икуро Фудзивара
«Куу из далекого моря» (Tooi umi kara kita Coo) (мультфильм), композитор: Ник Вуд
- 1994 —

«Симфония в память Осаму Тедзука» (СD альбом), аранжировка: Таро Ивасиро
- 1995 —

«Там, где вызревает сакэ» (Kura) (кинофильм), композитор: Такаюки Хаттори
- 1996 —

«Случай со школьными привидениями— 2» (Gakkou no kaidan — 2) (кинофильм), композитор: Тамия Тэрасима
«По дороге млечного пути сердца» — «Повесть о Кэндзи Миядзава» (Waga kokoro no Gingatetsudo — Miyazawa Kenji Monogatari) (кинофильм), композитор: Акира Сэндзю
«Песочная планета» (Nessa no wakusei) (компьютерная игра), композитор: Киёси Ёсикава
«Дело ведёт юный детектив Киндайти» («Хроника таинственных открытий внука Киндайити») (Kindaichi syonen no jiken-bo) (мультфильм), композитор: Каору Вада
- 1997 —

«Случай со школьными привидениями — 3» (Gakkou no kaidan — 2) (кинофильм), композитор: Ко Отани
«Волшебство −2» (Wizardry — DIMGUIL) (компьютерная игра), композитор: Икуро Фудзивара.
- 1998 —

«Повесть о Реннё» (Rennyo monogatari) (мультфильм), композитор: Рейдзиро Короку
«Галактический экспресс 999 — Вечная фантазия» (Galaxy Express 999 — Eternal Fantasy) (мультфильм), композитор: Кохэй Танака
«Гордость — Момент истины» (PRIDE — Unmei no shunkan) (кинофильм), композитор: Митиру Осима
«Сага о Харлоке — Кольцо Нибелунга» (HARLOCK SAGA — DER RING DES NIBELUNGEN) (видео-мультфильм), композитор: Каору Вада
CD альбом певицы Юкана (yu ka na), аранжировка: Икуро Фудзивара
«Причина» (Reason) (номер для CD альбома «yu ka na»), композитор: Икуро Фудзивара
«Песни ангела» (Tenshi no uta) (сюита для оригинального балета), композитор: Икуро Фудзивара
- 1999 —

«Ангел пшеничного цвета» (Komugi-iro no tenshi — Sugare oi) (кинофильм), композитор: Митиру Осима
«Жёны мафии — Жажда смерти» (Gokudou no onnatati — Akai satsui) (кинофильм), композитор: Митиру Осима
«Медвежонок Минакуро и дедушка Кохэй» (Kuma no Minakuro to Kouhei-jiisan) (мультфильм), композитор: Икуро Фудзивара / запись в Японии
«Дело ведёт юный детектив Киндаити — 2 („Хроника таинственных открытий внука Киндаити“ — 2)» (Kindaichi Shounen no Jikenbo — 2 : Satsuriku no Deep Blue) (мультфильм), композитор: Каору Вада
«Жёны мафии — Хочу, чтобы ты умер» (Gokudou no onnatati — Shinde moraimasu) (кинофильм), композитор: Митиру Осима
Реклама «Nisseki Mitsubishi and COSMO Oil», композитор: Митиру Осима
«Решающая битва» (Kessen) (компьютерная игра), композитор: Рэйдзиро Короку
«История трёх царств — 7» (Sangokushi Ⅶ) (компьютерная игра), композитор: Томоки Хасэгава
- 2000 —

«Сейлор мун — Луна в матроске» (Bishoujo Senshi Sailor Moon) (мюзикл), композитор: Акико Косака
«Жёны мафии — Месть» (Gokudou no onnatati — Revenge) (кинофильм), композитор: Митиру Осима
«Кристаллическая принцесса» (Crystal Princess) (сюита для оригинального балета), композитор: Митиру Осима
«Решающая битва — 2» (Kessen — 2) (компьютерная игра), композитор: Рэйдзиро Короку
«История трёх царств — 8» (Sangokushi Ⅷ) (компьютерная игра), композитор: Тору Хасэбэ
- 2001 —

«Наркотик» (DRUG) (художественный фильм), композитор: Икуро Фудзивара
СD альбом певицы Сидзуки Асато (Shizuki Asato Symphonic album), аранжировка: Икуро Фудзивара
Концерт певицы Сидзуки Асато (Shizuki Asato Symphonic concert 2001) в Японии (г. Токио, г. Осака)
«Жёны мафии — Дорога в ад» (Gokudou no onnatati — Jigoku no michizure) (кинофильм), композитор: Митиру Осимav
«О-Ё» (Oyou) (кинофильм), композитор: Митиру Осима
Реклама «HONDA — для зарубежной модели», композитор: Митиру Осима
- 2002 —

«Воины Аргусы» (Argus no Senshi) (компьютерная игра), аранжировка: Тикако Такахаси
«История трёх царств — 9» (Sangokushi Ⅸ) (компьютерная игра), композитор: Кадзуки Курияма
«Годзилла — Годзилла против Мехагодзиллы» (Godzilla Against MechaGodzilla) (кинофильм), композитор: Митиру Осима
«Вызов лету» (Summer challenge) (кинофильм), композитор: Митиру Осима
CD альбом артистки «Акико Кобаяси» (A SONG FOR YOU — Carpenters anthology), аранжировка: Икуро Фудзивара
Концерт артиста «ЙОСИКИ» («YOSHIKI» Symphonic concert 2002) в Японии (г. Токио)
Концерт рок-группы «Ария» в Зелёном театре.
- 2003 —

«Стальной алхимик» (Hagane no renkinjutsushi) (ТВ-серия аниме), композитор: Митиру Осима
- 2004 —

«CINEMA MUSIC BEST» (CD альбом) композитор: Митиру Осима
«Реформы эпохи Тайка. Япония VII век» (Taika no kaishin) (ТВ-кино (NHK)), композитор: Митиру Осима
«Снежные цветы» (Yuki no hana) и «Завтра» (Ashita) (композиции для CD альбома «Город» (Machi)), композитор: Икуро Фудзивара
Аранжировка произведения «Юпитер» Густава Холста (для рекламы «TDK»), аранжировка: Икуро Фудзивара
«Хоккайдо: нулевой отсчёт» (Kita no zero nen) (кинофильм), композитор: Митиру Осима
- 2005 —

«Демон-пёс» (Inuyasha) (мультфильм, для CD-альбома), композитор: Каору Вада
«Нежность» (Tenderness) (CD альбом), композитор: Икуро Фудзивара
«Стальной Алхимик — Завоеватель Шамбалы» (Hagane no renkinjutsusi — Shambala wo yuku mono) (мультфильм), композитор: Митиру Осима
«Вместе смотреть на луну» (Onaji tsuki wo mite iru — Under The Same Moon) (кинофильм), композитор: Икуро Фудзивара
«Расставание в слезах» (Namida no wakare) (CD артиста «Дайсаку Огата»), аранжировка: Икуро Фудзивара
«Сборник популярных мелодий» (CD альбом), аранжировка: Икуро Фудзивара
- 2006 —

«Грустный адиантум» (adiantum blue) (кинофильм), композитор: Митиру Осима.
«TV Music Best» (CD альбом), композитор: Митиру Осима.
Реклама «LIPOVITAN», композитор: Митиру Осима.
«В снежном плену» (Hanakisou) (компьютерная игра) аранжировка: Киёси Ёсикава.
- 2008 —

«Мальчик-оборотень Китаро — Песня проклятия Тысячелетия» (GeGeGe no Kitaro — Sen (1000) nen noroi uta) (кинофильм), композитор: Ясухару Таканаси.
«Цветная кожа» (Gahi — painted skin) (кинофильм производства Китая), композитор: Икуро Фудзивара.
«Баллада Анжелы» и «Песня о далёкой Родине» (аранжировки произведений Микаэла Таривердиева), аранжировка: Икуро Фудзивара.
Композиции для CD альбома «Коллаж» (Collage), композитор: Икуро Фудзивара.
Музыкальные произведения русских и российских композиторов, записанные оркестром под руководством Константина Дмитриевича Кримца и выпущенные компанией TOEI MUSIC PUBLISHING на дисках в Японии:
- 1999 — «Времена года. Чайковский».
- 2000 — «Русские вальсы». Сборник вальсов русских и советских композиторов).
- «Лебединое озеро». Серия CD «Золотая коллекция балетной музыки».
- «Дон Кихот». Серия CD «Золотая коллекция балетной музыки».
- «Шопениана». Серия CD «Золотая коллекция балетной музыки».
- 2004 — «Щелкунчик». Серия CD «Золотая коллекция балетной музыки».
- «Сборник гранд па де де». Серия CD «Золотая коллекция балетной музыки».
- 2008 — «Баядерка». Серия CD «Золотая коллекция балетной музыки».
- «Сборник гранд па де де 2». Серия CD «Золотая коллекция балетной музыки».